# Jean Terzieff
Pour les articles homonymes, voir Terzieff.
Jean Terzieff, né le 30 janvier 1894 à Bucarest et mort le 22 janvier 1978 dans le 15e arrondissement de Paris, est un sculpteur français, de père russe et de mère roumaine.

## Biographie
Jean Terzieff étudie d'abord à l'école des Beaux-Arts de Bucarest, puis vient à Paris en 1919. Il est alors l'élève d’Antoine Bourdelle (1861-1929), puis d’Ossip Zadkine (1890-1967).
Marié avec une artiste plasticienne, Marina Terzieff (1905-1988), il est le père de l'acteur Laurent Terzieff, de la sculptrice Brigitte Terziev et de la réalisatrice Catherine Terzieff.
Un « Prix de sculpture Jean-Terzieff » existe, depuis au moins 1987.
À Montparnasse, il réside au moins dès 1934 au 23, rue des Volontaires et y demeure jusqu’à son décès le 22 janvier 1978. Il est inhumé dans la 11e division du cimetière du Montparnasse.

## Quelques œuvres
- Le chant Dionysiaque, hall de la mairie de Savigny-sur-Orge.
- La femme aux pommes (1937), palais du Luxembourg, Paris
- La paix terrassée par la barbarie nazie (1939), cour d'honneur de la mairie de Savigny-sur-Orge. Sculpture dénonçant le bombardement de Varsovie par Hitler, à l’origine de la 2e Guerre mondiale.
- Primerose, Mont-de-Marsan
- Buste de Louis Marin, Société de géographie

## Récompenses
- Médaille d’or des Artistes français
- Prix de la Sculpture de la Ville de Paris en 1959.
- Prix de l’Institut de France.
- Commandeur de l'ordre des Arts et des Lettres.
- Premier grand prix du Salon de l’Art libre.